# WWF InVasion
Pour les articles homonymes, voir Invasion.
InVasion (parfois aussi intitulé Invasion: WCW/ECW vs. WWF ) était un pay-per-view de catch qui s'est déroulé le 22 juillet 2001 au Gund Arena de Cleveland, Ohio. InVasion a pris la place de Fully Loaded à l'occasion de la storyline de l'Invasion. La couverture du DVD comprend un mixte des visages de Shane McMahon et Vince McMahon.

## Contexte
Fin mars 2001 la World Wrestling Federation (WWF) a racheté son principal rival, la World Championship Wrestling (WCW). Pour mettre en scène la future venue des catcheurs de la WCW un scénario ou storyline a été mis en place où Shane McMahon annonce qu'il est le propriétaire de la WCW sur le plateau de WCW Monday Nitro le 28 mars alors que dans le même temps sur le plateau de Raw son père Vince McMahon parle de l'acquistion de la WCW,. Cela a amené à l'affrontement entre le père et le fils dans un Street Fight match à WrestleMania X-Seven remporté par Shane grâce à l'intervention de plusieurs anciens de la WCW.

## Résultats
| #                                                          | Résultats | Stipulations                                   | Commentaires | Durée |
| ---------------------------------------------------------- | --- | ---------------------------------------------- | --- | ----- |
| Sunday Night Heat match                                    | Chavo Guerrero, Jr bat Scotty 2 Hotty | Match simple                                   | - Chavo a effectué le tombé sur Scotty. | 06:43 |
| 1                                                          | Edge et Christian battent Lance Storm et Mike Awesome                                                                                         | Tag team match                                 | - Edge a effectué le tombé sur Awesome après un Spear de Christian.                                                                             | 10:10 |
| 2                                                          | Earl Hebner bat Nick Patrick (avec Mick Foley en tant qu'arbitre spécial)                                                                     | Match simple                                   | - Hebner a effectué le tombé sur Patrick après un Spear                                                                                         | 02:50 |
| 3                                                          | The Acolytes (Faarooq et Bradshaw) battent Sean O'Haire et Chuck Palumbo                                                                      | Tag team match                                 | - Bradshaw a effectué le tombé sur Palumbo après une Clothesline From Hell.                                                                     | 07:17 |
| 4                                                          | Billy Kidman bat X-Pac | Match simple                                   | - Kidman a effectué le tombé sur X-Pac après un shooting star press.                                                                            | 07:12 |
| 5                                                          | Raven bat William Regal | Match simple                                   | - Raven a effectué le tombé sur Regal après un Raven Effect DDT.                                                                                | 06:34 |
| 6                                                          | Chris Kanyon, Shawn Stasiak et Hugh Morrus battent The Big Show, Billy Gunn et Albert                                                         | 6-Man Tag Team Match                           | - Morrus a effectué le tombé sur Gunn après un Reverse DDT de Stasiak.                                                                          | 04:23 |
| 7                                                          | Tajiri bat Tazz | Match simple                                   | - Tajiri a effectué le tombé sur Tazz après un Buzzsaw Kick.                                                                                    | 05:43 |
| 8                                                          | Rob Van Dam bat Jeff Hardy (c) | Match simple pour le WWF Hardcore Championship | - RVD a effectué le tombé sur Hardy après un Five-Star Frog Splash.                                                                             | 12:24 |
| 9                                                          | Trish Stratus et Lita battent Torrie Wilson et Stacy Keibler (avec Mick Foley en tant qu'arbitre spécial)                                     | Tag team Bra and Panties match                 | | 05:04 |
| 10                                                         | Team Alliance (Booker T, DDP, Rhyno, Dudley Boyz) battent Team WWF (Stone Cold Steve Austin, Kurt Angle, Chris Jericho, The Undertaker, Kane) | 5-Man Tag Team Match                           | - Booker T a effectué le tombé après qu'Austin a donné un coup de ceinture à Angle pendant que l'arbitre était inconscient, suivi d'un Stunner. | 29:03 |
| (c) désigne le champion défendant son titre dans le match. | |                                                | |       |